# Zuzana Hlavoňová
Zuzana Hlavoňová (* 16. April 1973 in Šaľa, Tschechoslowakei als Zuzana Kováčiková) ist eine ehemalige tschechische Leichtathletin, die sich auf den Hochsprung spezialisiert hat. Sie ist bis heute Inhaberin des tschechischen Landesrekordes und feierte ihren größten Erfolg mit dem Vizeweltmeistertitel im Jahr 1999.

## Sportliche Laufbahn
Erste internationale Erfahrungen sammelte Zuzana Hlavoňová im Jahr 1991, als sie bei den Junioreneuropameisterschaften in Thessaloniki für die Tschechoslowakei mit übersprungenen 1,79 m auf den elften Platz gelangte. Im Jahr darauf gelangte sie bei den Juniorenweltmeisterschaften in Seoul mit 1,81 m auf Rang zwölf und auch bei den Halleneuropameisterschaften 1994 in Paris wurde sie mit 1,80 m Zwölfte. Im August desselben Jahres erreichte sie bei den Freilufteuropameisterschaften in Helsinki das Finale und klassierte sich dort mit einer Höhe von 1,85 m auf Rang zwölf. Im Jahr darauf schied sie bei den Weltmeisterschaften in Göteborg mit 1,85 m in der Qualifikationsrunde aus und 1996 wurde sie bei den Halleneuropameisterschaften in Stockholm mit 1,80 m Zwölfte. Im August nahm sie für Tschechien erstmals an den Olympischen Sommerspielen in Atlanta teil und gelangte dort mit 1,93 m im Finale auf den elften Platz.
1997 schied sie bei den Hallenweltmeisterschaften in Paris mit übersprungenen 1,90 m in der Vorrunde aus und im August verpasste sie auch bei den Freiluftweltmeisterschaften in Athen mit 1,85 m den Finaleinzug. Anschließend belegte sie bei der Sommer-Universiade in Catania mit 1,91 m den sechsten Platz. Im Jahr darauf belegte sie bei den Halleneuropameisterschaften in Valencia mit 1,92 m den fünften Platz und im August erreichte sie bei den Europameisterschaften in Budapest mit 1,85 m Rang elf. 1999 gewann sie bei den Hallenweltmeisterschaften in Maebashi mit 1,96 m die Silbermedaille hinter der Bulgarin Christina Kaltschewa und Ende August belegte sie bei den Freiluftweltmeisterschaften in Sevilla mit 1,96 m im Finale den vierten Platz. Kurz darauf wurde sie beim IAAF Grand Prix Final in München mit derselben Höhe Zweite hinter der Südafrikanerin Hestrie Cloete. Im Jahr darauf gewann sie bei den Halleneuropameisterschaften in Gent mit 1,98 m die Silbermedaille hinter der Schwedin Kajsa Bergqvist und im Juni übersprang sie erstmals die Zwei-Meter-Marke und stellte damit einen neuen Landesrekord auf. Im September nahm sie erneut an den Olympischen Sommerspielen in Sydney teil und klassierte sich dort mit 1,90 m im Finale auf dem elften Platz. Nach einem Jahr Wettkampfpause bestritt sie 2002 und 2003 vor allem Wettkämpfe auf nationaler Ebene. Bei den Hallenweltmeisterschaften 2004 in Budapest verpasste sie mit 1,86 m den Finaleinzug und im August schied sie bei den Olympischen Sommerspielen in Athen mit 1,85 m ebenfalls in der Qualifikationsrunde aus. Daraufhin beendete sie ihre aktive sportliche Karriere im Alter von 31 Jahren.
In den Jahren von 1994 bis 1997 sowie 1999 und 2000 und 2002 und 2003 wurde Hlavoňová tschechische Meisterin im Hochsprung im Freien sowie 1994 und von 1996 bis 2000 auch in der Halle.